# Vadim Meller
Pour les articles homonymes, voir Meller.
 (mai 2014).
Améliorez-le ou discutez des points à vérifier. 
Vadim Gueorguievitch Meller (en russe : Вадим Георгиевич Меллер), dit aussi Vadym Meller, né à Saint-Pétersbourg le 26 avril 1884 et mort à Kiev le 4 mai 1962, est un peintre russe d'avant-garde (cubiste et constructiviste), aussi décorateur pour les théâtres et architecte.

## Biographie
Vadim Meller est le deuxième fils d'un haut fonctionnaire du ministère de la Justice de l'Empire russe. Son père est un Suédois noble et sa mère, une italo-grecque, était également d'une famille noble. 
Après avoir obtenu un diplôme de droit de l'Université de Kiev, il a reçu une éducation artistique à l'académie des beaux-arts de Munich.
Il est en contact étroit avec le groupe Le Cavalier bleu (Der Blaue Reiter) où il rencontre Wassily Kandinsky, qui deviendra son ami. Vadim Meller a commencé à exposer ses travaux après s'être déplacé à Paris, où il a rejoint la société des artistes indépendants. Il était également un élève d'Antoine Bourdelle. 
En 1912-1914, ainsi que Kazimir Malevitch, Sonia Delaunay, Alexandre Archipenko et Alexandra Exter, il a participé aux expositions : salon des indépendants, salon de ressort, et salon d'Automne aux côtés de Pablo Picasso, Georges Braque et André Derain. 
Après son retour à Kiev en 1915, il a travaillé au support et à la peinture monumentale, à la conception graphique et à la conception de costume. 
Son passage à la scénographie, comme domaine principal de son activité artistique a eu lieu dans les premières années post-révolutionnaires. 
De 1919 à 1920, il a travaillé avec la danseuse Bronislava Nijinska (sœur de Vaslav Nijinsky) dans son studio de danse classique. 
En 1922, Les Kourbas ont invité Vadim Meller au théâtre Berezil nouvellement créé. 
En 1925, Vadim Meller a participé à l'exposition internationale des Arts décoratifs et industriels modernes (Art déco) à Paris où il a obtenu une médaille d'or pour la conception intérieure du théâtre de Berezil. 
Vadim Meller a été un des pionniers du constructivisme dans l'art de la mise en scène. . 
À partir de 1925, il a également enseigné à l'académie d'art de Kiev, ainsi que Vladimir Tatline et Alexandre Bogomazov. 
La même année, il est devenu le membre de l'union de l'association d'artistes des maîtres révolutionnaires de l'Ukraine ainsi que David Bourliouk  (cofondateur), Alexandre Bogomazov (cofondateur), Vassili Yermilov, Victor Palmov et Khvostenko-Khvostov . En 1931, il a travaillé comme éditeur d'art de la Maison d'édition d'État d'Ukraine (DVU).[5]
Vadim Meller a travaillé en tant que directeur temporaire de l'institut monumental de peinture et de sculpture de l'académie de l'architecture de la RSS d'Ukraine (1946-1948), artiste en chef du Théâtre de la comédie et de musique de Kiev (1948-1953), puis artiste en chef du théâtre universitaire d'Iv. Franko de Kiev (1953-1959). 
Il a été marié à Nina Genke-Meller. 
Vadim Meller est mort à Kiev et repose au cimetière Baïkov.